# Oasi Valle Brusà
L'oasi Valle Brusà rappresenta un importante progetto del Comune di Cerea per far rivivere una parte dell'antico habitat naturale di queste zone paludose.
Assieme al vicino territorio delle Vallette di Cerea, costituisce l'ultimo residuo delle Valli del Menago, antiche zone palustri che si estendevano all'interno del paleoalveo del fiume Menago e che, dal territorio del nuovo parco Le Vallette di Cerea, si estendevano fino alle cosiddette Valli Grandi Veronesi.

## Geografia
L'oasi Valle Brusà si trova sulla riva destra del fiume Menago, a sud ovest dell'abitato di Cerea.
L'area è una zona depressa e torbosa dove, in antichità, scorreva un ramo del fiume Adige, in seguito occupato dal fiume Menago. Ha estensione pari a 117 ettari, dei quali 87 fanno parte dell'area Vallette, mentre i rimanenti 30 appartengono alla Valle Brusà. Nel XVIII secolo le paludi di Cerea, avevano un'estensione d'area pari a circa 2200 ettari.
L'altitudine varia dal massimo di 15,4 m s.l.m. al minimo di 11 m s.l.m.

## La Motta della Tombola
All'interno dell'oasi vi è un rilievo artificiale che raggiunge la quota altimetrica di 21 m chiamato localmente "Motta della Tombola".
Dal 2011, essendo uno dei 111 siti archeologici palafitticoli localizzati sulle Alpi e nelle aree contigue, è entrata a far parte dei Patrimoni dell'umanità dell'UNESCO all'interno del sito sovranazionale denominato siti palafitticoli preistorici attorno alle Alpi.

## Protezione
L'oasi è protetta a livello comunale con il piano regolatore, a livello provinciale dal piano territoriale provinciale e regionale dal P.T.R.C.
L'oasi è anche protetta a livello europeo, essendo stata inserita nel 1997 nelle aree SIC (siti di interesse comunitario).
Nel 2009, è stata riconosciuta zona umida di importanza internazionale dalla Convenzione Ramsar.

## Flora
Tra le specie floreali presenti nell'oasi spiccano il salice bianco (Salix Alba) e il salice grigio (Salix Cinerea). Altre specie alboree presenti nel parco sono:
- pioppo nero
- gelso
- acero campestre
- olmo
- farnia
- ontano nero.

Tra gli arbusti sono da ricordare:
- sanbuco
- sanguinello
- biancospino

Sono inoltre presenti la cannuccia palustre (Phragmites communis), mazzasorda (Typha spp), la ninfea, il nannufaro e la lente d'acqua (chiamata in dialetto "pavarìna").
Sul fondo dei corsi d'acqua sono presenti piante come la vallisneria (Vallisneria spirails), e il ceratofillo (Ceratophillum demersum).
Altre piante erbacee presenti sono la calta palustre (Caltha palustris), il coltellaccio (Sparganium erectum), il giglio di palude (lris pseudoacorus) dai bellissimi fiori gialli e la salcerella (Lithrum salicaria), dai fiori tendenti al porpora.

## Fauna
L'oasi ospita la fauna tipica delle paludi.

### Mammiferi
Tra i mammiferi si possono osservare:
- arvicola terrestre
- topolino delle risaie
- donnola
- faina
- topo selvatico
- talpa
- riccio
- nutria (roditore non autoctono della zona paludosa)

### Uccelli
- tuffetto
- tarabusino
- airone rosso
- germano reale
- falco di palude
- poiana
- gallinella d'acqua
- folaga
- martin pescatore
- cannareccione

con il suo canto "grattato"
- cannaiola

abitatrice del canneto
- pendolino

dal sibilo acuto
- usignolo di fiume
- migliarino di palude
- tarabuso

visibile d'inverno con le migrazioni
- albanella reale

osservabile al crepuscolo
- falco pescatore

visibile in primavera
- airone cenerino
- garzetta
- nitticora
- marzaiola
- mestolone
- codone
- fischione
- beccaccino
- piro boschereccio
- pettegola
- combattente

### Anfibi
Gli anfibi più comuni sono:
- rana di lataste
- rana verde
- rospo smeraldino
- rospo comune
- raganella
- tritone crestato
- tritone punteggiato

### Rettili
Tra i rettili osservabili si trovano:
- biscia d'acqua
- testuggine palustre
- lucertola vivipara
- orbettino
- ramarro
- lucertola muraiola

### Pesci
I pesci all'interno della riserva si possono dividere in autoctoni e non.

#### Specie autoctone
- luccio
- ghiozzo
- tinca
- carpa
- alborella
- cobite
- anguilla
- scardola
- triotto
- cavedano

#### Specie importate
- pesce gatto
- persico sole
- persico trota
- gambusia
- carassio.

### Invertebrati

#### Crostacei
- gamberetti (Palaemonetes spp.)
- gambero americano (Orconectes limosus)
- pulce d'acqua (Daphnia spp.)
- copepodi (Cyclops spp.)

#### Molluschi
- Viviparus
- Lymnaea
- Planorbis
- Planorbadus
- Unio
- Anodonta

#### Insetti
- scorpione d'acqua (Nepa cinerea)
- gerridi (Geffis spp.)
- ditisco (Ditiscus marginalls)
- idrofilo (H.ydrophllus piceus)
- Aromia moschata
- damigella (Calopterix splendens)